# Södra Rokalven
Södra Rokalven är en sjö i Eksjö kommun i Småland och ingår i Emåns huvudavrinningsområde. Sjön har en area på 0,102 kvadratkilometer och ligger 205,1 meter över havet. Sjön avvattnas av vattendraget Torsjöån (Nybroån).

## Delavrinningsområde
Södra Rokalven ingår i det delavrinningsområde (639550-144884) som SMHI kallar för Ovan Skiverstadån. Medelhöjden är 231 meter över havet och ytan är 21,82 kvadratkilometer. Det finns ett delavrinningsområde uppströms, och räknas det in blir den ackumulerade arean 39,78 kvadratkilometer. Torsjöån (Nybroån) som avvattnar avrinningsområdet har biflödesordning 2, vilket innebär att vattnet flödar genom totalt 2 vattendrag innan det når havet efter 187 kilometer. Delavrinningsområdet består mestadels av skog (70 %). Avrinningsområdet har 0,57 kvadratkilometer vattenytor vilket ger det en sjöprocent på 2,6 %. Bebyggelsen i området täcker en yta av 1,57 kvadratkilometer eller 7 % av avrinningsområdet.